# Zachy
Zachy – osada w Polsce położona w województwie warmińsko-mazurskim, w powiecie nidzickim, w gminie Janowo.
W latach 1975–1998 miejscowość administracyjnie należała do województwa olsztyńskiego.